# فرنغة (ماهرو)
فرنغة (بالفارسية: فرنگه) هي قرية تقع في إيران في قسم ماهرو الریفي. يقدر عدد سكانها بـ 88 نسمة بحسب إحصاء 2016.